# Let's encrypt
Let's Encrypt és una autoritat de certificació gratuïta, automatitzada i oberta (certificate authority CA), que opera en benefici públic. És un servei proporcionat pel Grup de Recerca de Seguretat d'Internet (ISRG). Ofereixen certificats digitals per a activar HTTPS (SSL / TLS) en els llocs web, de franc i fàcils d'usar. L'objectiu de Let's Encrypt és crear una web més segura i respectuosa amb la privacitat.